# Nissan Actic
Der Nissan Actic war ein Konzeptfahrzeug und eine Designstudie von Nissan, die die Firma von ihrer Abteilung Design America in La Jolla (NAIAS) erstellen ließ und 2004 auf der North American International Auto Show zeigte. Das Auto war ein Softroader mit weichen, projektilähnlichen Karosserieformen, das einem kleinen Nissan Murano ähnelte.
Eine Serienfertigung war nie geplant, der Wagen diente aber der Präsentation möglicher künftiger Technologien und Designrichtungen bei Nissan-Fahrzeugen. Man wollte auch das Interesse der Käufer an einem kleinen Einstiegs-SUV austesten. Zu den interessantesten Details gehören Schiebetüren anstelle der üblichen Klapptüren. Die hinteren Türen gleiten nach hinten und die Vordertüren nach vorne, ähnlich Lifttüren, und ermöglichen so eine große Einstiegsöffnung.